# 林泉寺 (文京区)
林泉寺は、東京都文京区小日向にある曹洞宗の寺院である。山号は青龍山。大岡政談に登場する品川区の願行寺・葛飾区の南蔵院とともに縛られ地蔵があることで有名である。

## 歴史
1602年（慶長7年）、伊藤半兵衛長光の開基によって創立された。

## 縛られ地蔵

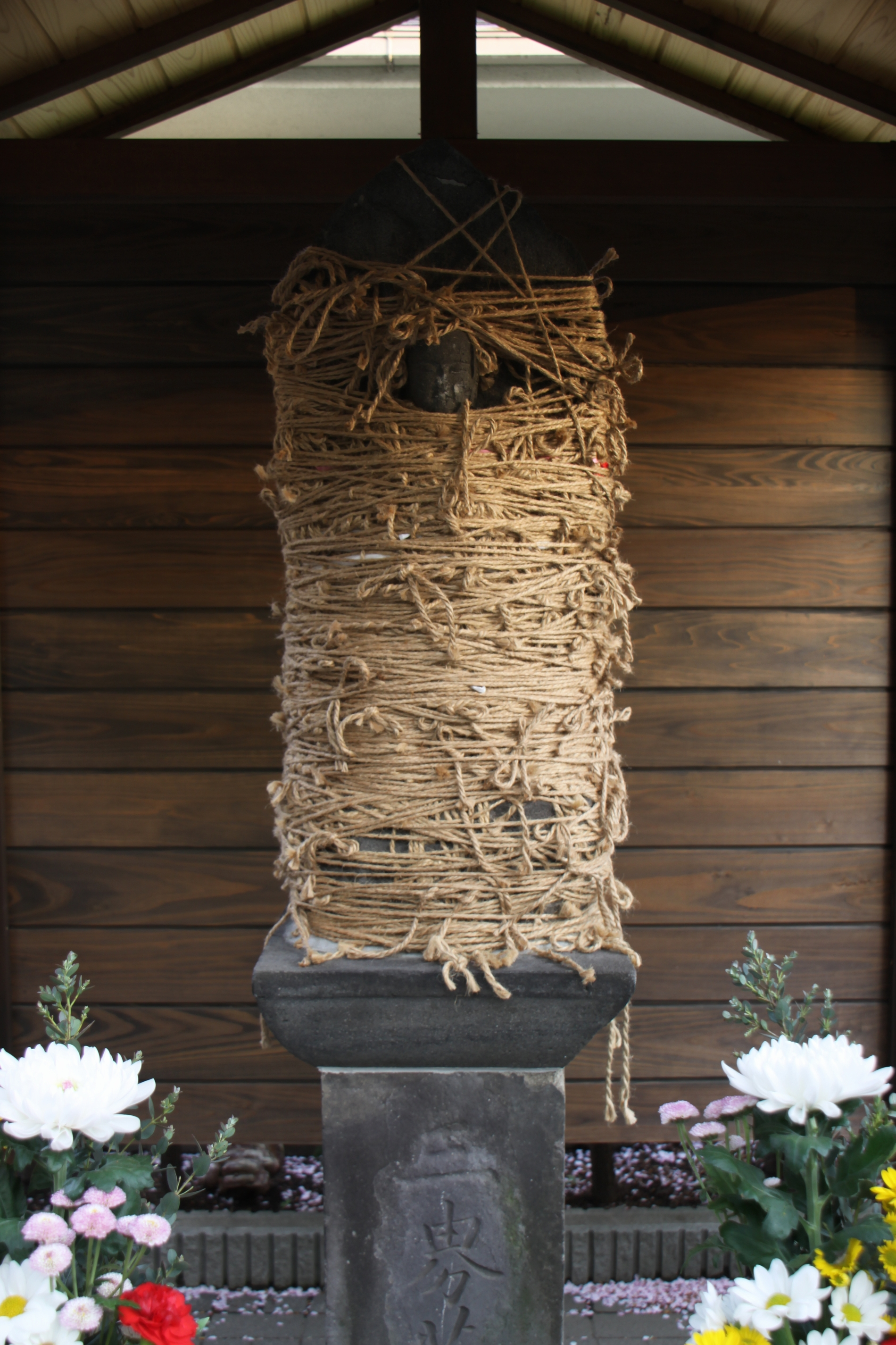
縛られ地蔵。2010年4月撮影

しばり地蔵ともいわれている地蔵は伊藤半兵衛長光が両親の供養のために寄進した物であり、33世林泉寺住職江田和雄和尚によると「寺社奉行が町民の不満対策のために地蔵を縛らせることで解消させようとした」と推測している。願掛けのために地蔵を縛り、願いが叶ったらほどくと言われていると江戸砂子に書かれている。

## 林泉寺坐禅会
1984年（昭和59年）2月22日に始まり、都内の禅の発祥地として国内外に知られる。

## 寺宝等
- 釈迦如来像（本尊）
- 地蔵菩薩立像（縛られ地蔵）
- 釈迦如来仏頭
- 道元禅師坐像